# Pròtesi dental amb tecnologia cad/cam
La tecnologia CAD/CAM es pot utilitzar per a dissenyar i crear pròtesis dentals. Es tracta d'un procès que passa per un sistema informatitzat amb escàner previ, disseny tridimensional, fresadora i forn de sinterització.

## Tecnologia CAD/CAM aplicada a la pròtesi dental
(Per a més informació, veure: Fabricació assistida per ordinador) La tecnologia CAD/CAM permet dissenyar i elaborar de pròtesis dentals amb ordinador. D'aquesta manera, les rehabilitacions odontològiques fetes amb CAD/CAM són de gran qualitat i precisió: es redueix el marge d'error humà i, per tant, augmenten significativament els casos d'operacions amb peces artificials amb èxit.
Aquest és procés pel qual es du a terme una pròtesi dental amb tecnologia CAD/CAM:

### Escanerització
Primer de tot, es du a terme un escaneritzat en 3D, la via més eficient (per velocitat i precisió) de capturar la peça a restaurar. És un procés fonamental per a garantir un succés total de l'operació de restauració.

### Disseny CAD
El Computer Aided Design és el procés pel qual es dissenya la peça a restaurar per via de software informàtic com exocad, un programa obert que permet elaborar peces de gran qualitat i detall.

### Procés CAM
Computer Aided Manufacturing, és el procés pel qual la pròtesi dissenyada al pas anterior es prepara per a ser fresada.

### Fresatge
Per via del fresatge d'un bloc de zirconi o de disilicat de liti, pren forma física.
Font: Escola Pejoan: Curs CAD/CAM